# Entoni Berdžes
Entoni Berdžes (engl. Anthony Burgess 25. 2. 1917 – 22. 11. 1993) bio je britanski romanopisac, kritičar i kompozitor. Takođe je bio aktivan kao libretista, pesnik, pijanista, dramaturg, scenarista, novinar, esejist, putopisac, govornik, prevodilac, lingvista i obrazovni radnik.
Rođen je u Harperhiju u blizini Mačenstera na severozapadu Engleske, a veliki deo života je proveo u Jugoistočnoj Aziji, SAD i na Mediteranu.
Berdžesova proza uključuje tzv. malajsku trilogiju (The Long Day Wanes), o sumraku Britanskog carstva na Istoku; kvartet romana o Enderbiju, samotnom pesniku i njegovoj muzi; Nothing Like the Sun, klasičnu spekulativnu rekonstrukciju Šekspirovog ljubavnog života; kultno istraživanje prirode zla A Clockwork Orange; i remekdelo Earthly Powers, panoramsku sagu o 20. veku.
Berdžes je pisao kritičke studije o Džojsu, Hemingveju, Šekspiruu i Lovrencu, traktate o lingvistici Language Made Plain i A Mouthful of Air, te je bio plodan novinar, pišući na nekoliko jezika.
Preveo je i adaptirao Sirano de Beržeraka, Kralja Edipa i Karmen za teatar; napisao scenarije za mini-serije Isus od Nazareta i Mojsije zakonodavac; izmislio praistorijski jezik koji se govori u filmu Potraga za vatrom; i komponovao Sinfoni Melaju, Simfoniju (No. 3) u C-duru i operu Dablinska cvetanja.
Berdžes je isto tako komponovao preko 250 muzičkih radova. On je smatrao sebeo u jedankoj meri kompozitorom koliko i poscom, mada je imao znatno više uspeha u pisanju.

## Biografija

### Detinjstvo i mladost
Berdžes je rođen u Kerisbruk ulici br. 91 u Harperhi, predgrađu Mančestera u Engleskoj, u katoličkoj porodici od oca Džozefa i majke Elizabete Vilson. On je opisao svoje poreklo kao pripadnike niže srednje klase. Odrastao je tokom Velike depresije. Njegovi roditelji, koji su držali prodavnice, bili su prilično dobro stojeći, pošto je potražnja za duvanskim i alkoholnim robama ostala konstantna. U detinjstvu je bio poznat kao Džek, Litl Džek i Džoni Igl. Na njegovoj svetoj potvrdi dodato je ime Entoni i on je postao Džon Entoni Berdžes Vilson. On je počeo da koristi svoj književni pseudonim Entoni Berdžes po objavljivanju romana Vreme za tigra iz 1956. godine.
Njegova majka Elizabeta umrla je u svojoj 30. godini života kod kuće 19. novembra 1918. godine, tokom pandemije gripa 1918. godine. Uzroci smrti navedeni u njenoj posmrtnici bili su grip, akutna pneumonija i zatajenje srca. Njegova sestra Mjuriel umrla je četiri dana ranije 15. novembra od gripa, bronho-pneumonije i zatajenja srca, u svojoj osmoj godini. Berdžes je verovao da ga njegov otac, Džozef Vilson, prezirao, jer je preživeo vreme kada nije bilo spasa njegovoj majci i sestri.
Nakon smrti njegove majke, Berdžesa je uzgajala njegova tetka po majci, En Bromli u Krampsalu zajedno sa njene dve ćerke. Tokom tog vremena, Berdžesov otac radio je kao knjigovođa na stočnoj pijaci tokom dana, a uveče je svirao klavir u javnoj kući u Majls Platingu. Nakon što se njegov otac oženio gazdaricom gostionice, Margaret Dvajer, 1922. godine, Berdžes je živeo sa svojim ocem i maćehom. Do 1924. godine porodica je imala prodavnice duvana i alkoholnih pića na četiri lokacije. Berdžes je kao dete nakratko bio zaposlen u duvanskoj radnji. Dana 18. aprila 1938. godine, Džozef Vilson umro je od zatajenja srca, plevrita i gripe u svojoj 55. godini, ne ostavljajući Entoniju nasledstvo uprkos očiglednog poslovnog uspeha. Njegova maćeha je umrla od srčanog udara 1940. godine.
Berdžes je o svom uglavnom samotnjačkom detinjstvu rekao: „Ja sam bio bilo destruktivno progonjen ili ignorisan. Bio sam preziran... Odrpani dečaci u bandama su se ustremljivali na dobro odevene dečake poput mene.” Berdžes je pohađao Osnovnu školu Sv. Edmund pre nego što je prešao u Memorijalnu osnovnu školu biskupa Bilsbora, obe od kojih su katoličke škole, u četvrti Mos Sajd. On je kasnije je pisao: „Kada sam ja išao u školu, ja sam mogao da čitam. U osnovnoj školi u Mančesteru, koju sam pohađao, većina dece nije mogla da čita, tako da sam ... bio malo odvojen, prilično drugačiji od ostalih.” Dobre ocene rezultirale su mestom na Ksaverijan koledžu (1928–37).

## Izabrana dela

### Romani
- Time for a Tiger (1956) (Vol. 1 Malajske trilogije The Long Day Wanes)
- The Enemy in the Blanket (1958) (Vol. 2 trilogije)
- Beds in the East (1959) (Vol. 3. trilogije)
- The Right to an Answer (1960)
- The Doctor is Sick (1960)
- The Worm and the Ring (1960)
- Devil of a State (1961)
- (kao Joseph Kell) One Hand Clapping (1961)
- A Clockwork Orange (1962)
- The Wanting Seed (1962)
- Honey for the Bears (1963)
- (as Joseph Kell) Inside Mr. Enderby (1963) (Vol. 1 kvarteta Enderby)
- The Eve of St. Venus (1964)
- Nothing Like the Sun: A Story of Shakespeare's Love Life (1964)
- A Vision of Battlements (1965)
- Tremor of Intent: An Eschatological Spy Novel (1966)
- Enderby Outside (1968) (Vol. 2 kvarteta Enderby)
- M/F (1971)
- Napoleon Symphony: A Novel in Four Movements (1974)
- The Clockwork Testament, or Enderby's End (1974) (Vol. 3 kvarteta Enderby)
- Beard's Roman Women (1976)
- Abba Abba (1977)
- 1985 (1978)
- Man of Nazareth (temeljen na scenariju za Jesus of Nazareth) (1979)
- Earthly Powers (1980)
- The End of the World News: An Entertainment (1982)
- Enderby's Dark Lady, or No End of Enderby (1984) (Vol. 4 kvarteta Enderby)
- The Kingdom of the Wicked (1985)
- The Pianoplayers (1986)
- Any Old Iron (1988)
- Mozart and the Wolf Gang (1991)
- A Dead Man in Deptford (1993)
- Byrne: A Novel (in verse) (1995)

### Poezija
- Moses: A Narrative (1976) (poema)

### Priče
- The Devil's Mode and Other Stories (1989) (zbirka)

### Publicistika
- Little Wilson and Big God, Being the First Part of the Confessions of Anthony Burgess (1986)
- You've Had Your Time, Being the Second Part of the Confessions of Anthony Burgess (1990)
- Homage to QWERT YUIOP: Selected Journalism 1978-1985 (1986), also published as But Do Blondes Prefer Gentlemen?: Homage to Qwert Yuiop and Other Writings
- One Man's Chorus: The Uncollected Writings, ed. Ben Forkner (1998)
- Shakespeare (1970)
- Burgess, Anthony (1964). Language Made Plain. Crowell. ISBN 978-0-8152-0222-6.
- A Mouthful of Air: Language and Languages, Especially English. 1992. ISBN 978-0-688-11935-5.
- Joysprick: An Introduction to the Language of James Joyce (1973)
- Ninety-Nine Novels: The Best in English since 1939 – A Personal Choice (1984)
- New York (1976)
- An Essay on Censorship (pismo Salmanu Rushdieju u stihovima) (1989)
- Rencontre au Sommet (razgovori između Burgessa i Isaac Bashevis Singera u književnom obliku) (1998)

## Literatura
- Biswell, Andrew (2006), The Real Life of Anthony Burgess, Picador, ISBN 978-0-330-48171-7
- Boytinck, Paul. (1985). Anthony Burgess: An Annotated Bibliography and Reference Guide. ISBN 9780824091354.. New York, London: Garland Publishing, xxvi, 349 pp. Includes introduction, chronology and index..
- Burgess, Anthony (1982), This Man And Music, McGraw-Hill, ISBN 978-0-07-008964-8
- David, Beverley (jul 1973), „Anthony Burgess: A Checklist (1956–1971)”, Twentieth Century Literature, 19 (3): 181—88, JSTOR 440916
- Lewis, Roger (2002), Anthony Burgess, Faber and Faber, ISBN 978-0-571-20492-2
- Asprey, Matthew (2009), „Peripatetic Burgess” (PDF), End of the World Newsletter (3), Архивирано из оригинала (PDF) 14. 08. 2014. г., Приступљено 31. 8. 2013

### Izabrane studije
- Dix, Carol M. (1971). Anthony Burgess. Harlow: Longman for the British Council. ISBN 978-0582012189.
- Morris, Robert K. (1971). The Consolations of Ambiguity: An Essay on the Novels of Anthony Burgess. Missouri. ISBN 978-0826201126.
- A. A. Devitis, Anthony Burgess (New York, 1972)
- Geoffrey Aggeler (1979). Anthony Burgess: The Artist as Novelist. ISBN 978-0817371067.. Alabama.
- Coale, Samuel (1981). Anthony Burgess. New York. ISBN 978-0804421249.
- Martine Ghosh-Schellhorn (1986). Anthony Burgess: A Study in Character. ISBN 978-3820451634.. Peter Lang AG.
- Mathews, Richard (1990). The Clockwork Universe of Anthony Burgess. Borgo Press. ISBN 978-0893702274.
- Stinson, John J. (1991). Anthony Burgess Revisited. Boston. ISBN 978-0805770001.
- Paul Phillips, The Music of Anthony Burgess (1999)
- Paul Phillips (2001). „Anthony Burgess”. New Grove Dictionary of Music and Musicians, 2nd ed.
- Phillips, Paul (2010). A Clockwork Counterpoint: The Music and Literature of Anthony Burgess. Manchester University Press. ISBN 978-0719072048.

### Kolekcije
- The largest collection of Burgess's papers and belongings, including literary and musical papers, are archived at the International Anthony Burgess Foundation (IABF) in Manchester.
- A collection of Burgessiana is held at the Harry Ransom Humanities Research Center of the University of Texas at Austin.
- The Anthony Burgess Center of the University of Angers, with which Burgess's widow Liana (Liliana Macellari) was connected, also has some papers.
- „Anthony Burgess fonds”. McMaster University Library. The William Ready Division of Archives and Research Collections. Архивирано из оригинала 04. 03. 2016. г. Приступљено 5. 1. 2016.

## Dodatna literatura
- John Cullinan (proleće 1973). „Anthony Burgess, The Art of Fiction No. 48”. Paris Review. Spring 1973 (56).

## Spoljašnje veze
- International Anthony Burgess Foundation
- „The Anthony Burgess Center”. Архивирано из оригинала 15. 04. 2005. г. Приступљено 25. 12. 2018., at the University of Angers
- Burgess discusses the Kubrick film of his novel A Clockwork Orange in a TV interview
- The Anthony Burgess collection at the University of Angers
- Anthony Burgess на веб-сајту  (језик: енглески)
- Burgess papers at the University of Texas at Austin
- „The Paris Review interview”. св. Spring 1973 бр. 56. 1973. Архивирано из оригинала 24. 04. 2007. г. Приступљено 25. 12. 2018.
- Second International Anthony Burgess Symposium - "Selves and Others"
- The Anthony Burgess Center at the University of Angers
- BBC TV interview
- Burgess reads from A Clockwork Orange
- Entoni Berdžes на сајту  (језик: енглески)
- Anthony Burgess на веб-сајту